# 100 حقل أرز مدرج في اليابان

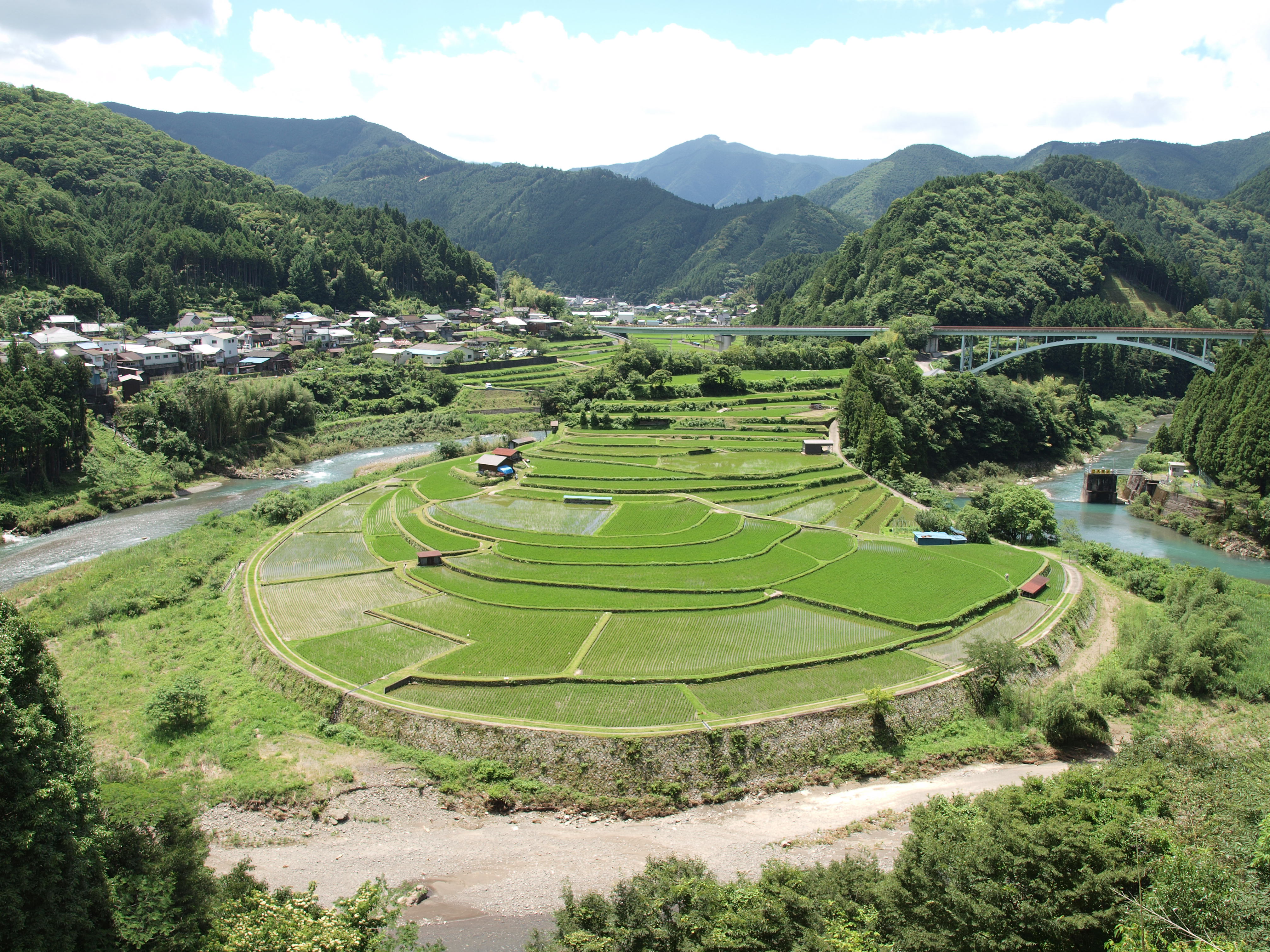
جزيرة أراكي

قائمة الـ 100 حقل أرز المدرج في اليابان (باليابانية: 日本の棚田百選) هي مبادرة من وزارة الزراعة والغابات ومصائد الأسماك لتعزيز الرعاية ووقاية المصطبات إلى جانب المصلحة العامة في الزراعة والمناطق الريفية. في عام 1999، تم اختيار 134 مدرج من قبل لجنة من الأكاديميين للترشيحات من كل ولاية، في 117 بلدية من توهوكو إلى كيوشو.

## وصلات خارجية
http://www.acres.or.jp/Acres20030602/tanada/index.htm
https://tanada.or.jp/tanadadate/100sen/